# Impeachment
Impeachment (português brasileiro) ou destituição (português europeu), também chamado de deposição ou impedimento, é um processo político-criminal que visa destituir alguém de um cargo governativo em países com modelos de governo presidenciais, por grave delito ou má conduta no exercício de suas funções. A palavra "impeachment" tem origem na língua inglesa e significa, de forma geral, "Acusação formal". No contexto político, ela se refere a um processo que visa destituir um governante de seu cargo por algum crime ou conduta imprópria.

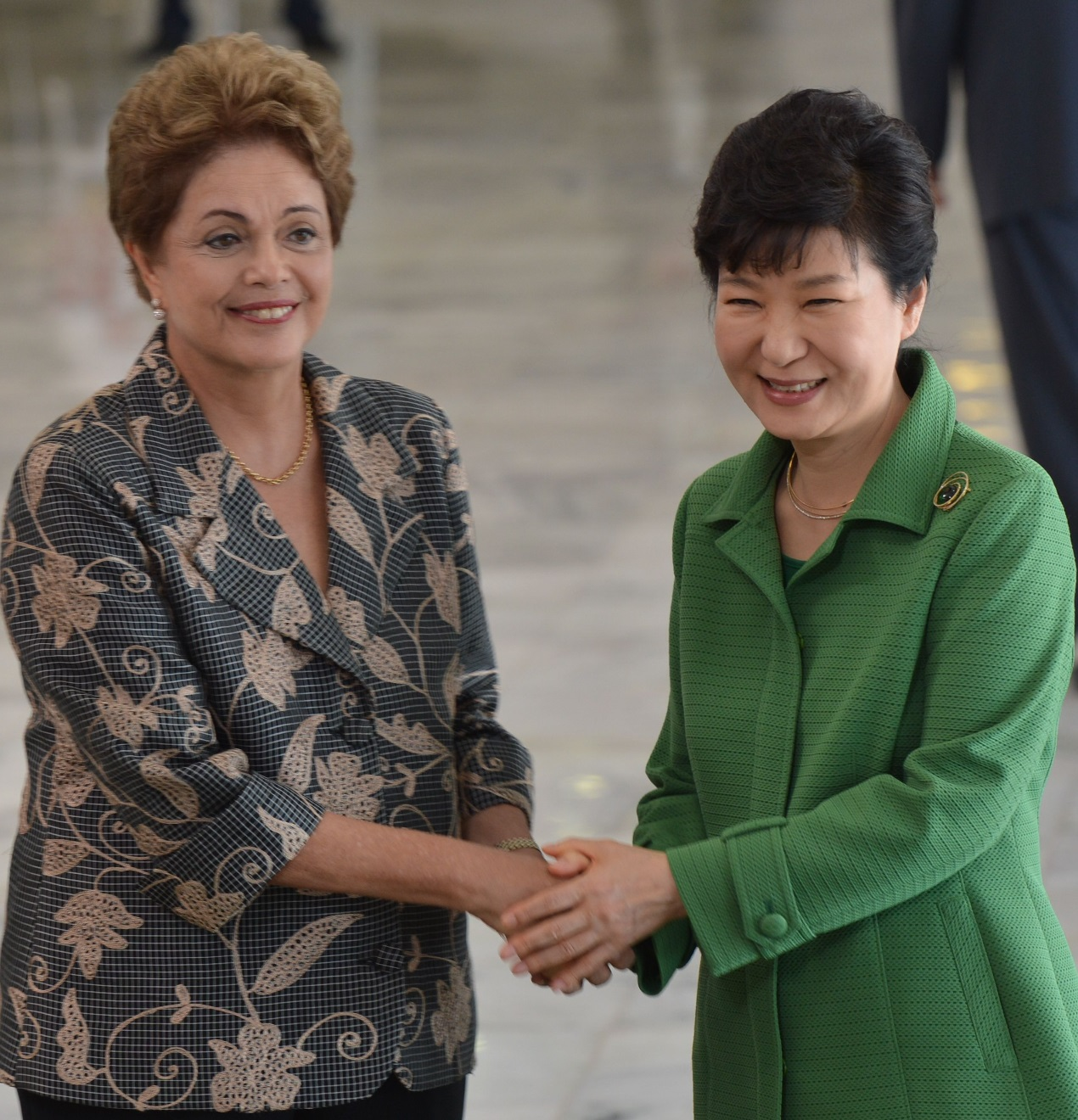
A ex-presidente brasileira Dilma Rousseff e a ex-presidente sul-coreana Park Geun-Hye sofreram processos de impeachment e foram ambas destituídas de seus cargos em 2016 e 2017, respectivamente

A punição varia de país para país. Em vários países da Europa, usa-se o termo moção de censura, pois a origem da moção é de iniciativa do parlamento, acrescido do termo político "perda de confiança", quando, então, o parlamento nacional não confia mais nos denominados e genéricos "governante ou presidente que preside o governo e respectivo primeiro-ministro, exigindo que estes renunciem junto com todo o seu gabinete".

## Etimologia
O termo inglês "impeachment" ('acusação', 'obstrução, impedimento', 'dano, prejuízo material', 'questionamento, desacreditamento, depreciação'), deriva do verbo to impeach, adaptado do francês empêcher, e este, do latim tardio impedicare ('capturar, caçar'). Na acepção jurídica, significa 'acusação e processo de uma pessoa por traição, outro grande crime ou afronta a um tribunal competente'. Na Grã-Bretanha é o processo judicial pelo qual qualquer homem, do grau de par para baixo, pode ser levado da Casa dos Lordes à instância da Casa dos Comuns. Nos Estados Unidos é o processo similar, em que os acusadores são a Câmara dos Deputados e o tribunal é o Senado. Em português, corresponde a desacreditamento, descredenciamento, despojamento e, na acepção jurídica, o impedimento, impugnação ou destituição. Em espanhol, também na acepção jurídica, corresponde às expressões 'julgamento político' (juicio político) ou 'acusação pública' (acusación pública).
Antigamente, era também erroneamente tido como derivação do latim impetere (atacar) (em seu uso mais frequente e técnico, o impeachment de um testemunho significa desafiar a honestidade ou credibilidade da pessoa.)
O impeachment foi usado pela primeira vez na política do Reino Unido, especificamente pelo parlamento da Inglaterra, no processo contra William Latimer, o 4.º Barão Latimer (Pariato da Inglaterra), na segunda metade do século XIV. Seguindo o exemplo britânico, as constituições de Virgínia (1776), Massachusetts (1780) e de outros estados adotaram, subsequentemente, o mecanismo de impeachment. No entanto, a punição foi restringida à remoção do funcionário do cargo. Em organizações privadas, uma moção de impeachment pode ser utilizada.

## Diferenças em relação aorecallpolítico
O processo de impeachment não deve ser confundido com o recall político, que é, usualmente, iniciado por eleitores e que pode ser baseado em "acusações políticas": por exemplo, má administração (política, sem evidente viés criminoso). Apesar de ambos servirem para pôr fim ao mandato de um representante político, os dois institutos diferem quanto à motivação e à iniciativa (titularidade) do ato de cassação do mandato. O impeachment pode ser iniciado por um órgão constitucional (geralmente legislativo) e, geralmente – mas não sempre – decorre de infração grave. Os passos que removem o funcionário do gabinete também são diferentes.
No Brasil, o processo de impedimento pode ser iniciado por qualquer cidadão, desde que seja portador de título de eleitor e maior de dezesseis anos. No entanto, este deve cunhar um documento formal e apresentar evidências e motivos para que a câmara dos deputados analise a validez do pedido, e dê andamento no processo ou não. Caso o pedido de Impeachment seja validado por 2/3 dos deputados, o processo é então levado ao senado para uma ratificação por maioria simples de seus membros e, sendo ratificado, dar-se-á inicio ao processo, julgamento e votação: esta definitiva.
Para que se desencadeie o processo de impeachment, é necessário motivação, ou seja, é preciso que se suspeite da prática de um crime ou de uma conduta inadequada para o cargo. Já no recall, tal exigência não existe: o procedimento de revogação do mandato pode ocorrer sem nenhuma motivação específica. Ou seja, o recall é um instrumento puramente político. Outra diferença é que, no impeachment, o procedimento é geralmente desencadeado e decidido por um órgão legislativo, enquanto, no recall, é o povo que toma diretamente a decisão de cassar ou não o mandato.

## Casos e procedimentos em várias jurisdições

### Áustria
O Presidente da Áustria pode ser cassado pela Assembleia Federal (Bundesversammlung) perante o Tribunal Constitucional. A Constituição também prevê a retirada do presidente através de um referendo. Nenhum desses meios jamais foi utilizado, provavelmente porque o presidente é uma figura discreta e em grande parte cerimonial que, com poderes reduzidos, dificilmente está em uma posição para abusar dele.

### Brasil

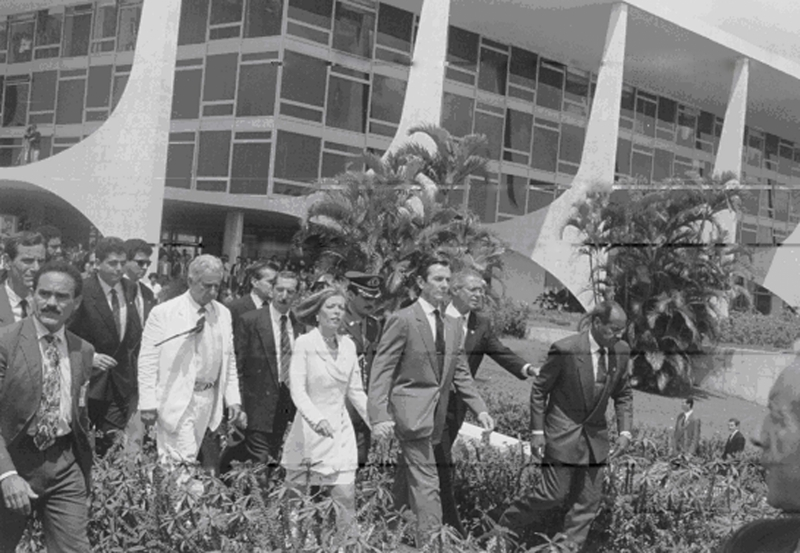
Fernando Collor deixa a presidência após o seu impedimento.

No Brasil, o presidente da República, os governadores e os prefeitos, bem como seus vices, ministros de Estado e ministros do STF e o Procurador Geral da República podem ser cassados nos termos dos artigos 51, 52 e 85 da Constituição de 1988. O procedimento é definido pela lei 1 079/50.

#### Impeachment de Sebastião Muniz Falcão
O Impeachment de Sebastião Muniz Falcão, governador de Alagoas entre 1956 e 1957, foi um dos episódios mais dramáticos e violentos da política brasileira durante a década de 1950. O processo de impeachment de Sebastião Marinho Muniz Falcão culminou em um tiroteio na Assembleia Legislativa de Alagoas, em 13 de setembro de 1957, e teve profundos impactos na política local e nacional. A crise política envolveu conflitos entre grupos ligados ao governo e à oposição, refletindo as tensões entre as elites locais e as forças populares. Levando a um  decreto de  intervenção federal em Alagoas. Considerado o primeiro impeachment do Brasil a conseguir afastar um governador do cargo por meio da Assembleia Legislativa. Apesar do marco histórico, o que repercutiu no brasil inteiro foi o violento tiroteio que ocorreu antes mesmo de se iniciar a seção, Deixando 1 deputado morto, Humberto Mendes (sogro do governador) e 8 pessoas feridas, o impeachment de sangue levou a uma decisão imediata de Juscelino Kubitschek por decretar uma intervenção federal no estado de Alagoas, o interventor foi o general Armando de Moraes Âncora, que ficou apenas responsável pelas forças de segurança pública.
Em 1955, a Câmara dos Deputados e o Senado votaram pelo impedimento dos presidentes Carlos Luz e Café Filho, apesar de não ser seguida a Lei do Impeachment (Lei 1 079/1950), pois os deputados e os senadores entenderam que a situação era extremamente grave, com risco de guerra civil, e finalizaram os julgamentos em poucas horas, sem dar aos presidentes o direito de se defenderem na Câmara e no Senado, casos que são pouco conhecidos pela população brasileira.
Em 29 de dezembro de 1992, o então presidente, Fernando Collor de Mello, renunciou pouco antes de ser condenado no processo de impeachment movido contra si, tornando-se inelegível por oito anos.
Em 31 de agosto de 2016, Dilma Rousseff foi cassada, porém manteve o direito de ocupar cargos públicos.
Em 11 de março de 2022, foi instalada no Senado Federal uma comissão de juristas, presidida pelo Ministro Ricardo Lewandowski, do Supremo Tribunal Federal, para atualizar a lei 1 079/50.

### Coreia do Sul
Na Coreia do Sul, a Assembleia Nacional pode propor impeachment contra o Presidente ou outros altos funcionários públicos caso tenham violado a Constituição ou qualquer lei no desempenho de suas funções. Se aprovado, o Presidente deve ser imediatamente afastado do cargo e substituído interinamente pelo Primeiro-Ministro. Então, a Corte Constitucional terá o prazo de seis meses para confirmar ou rejeitar o processo. Para o impeachment do Presidente prosperar, é necessário a aprovação de 2/3 dos membros do Parlamento (atualmente composto por 300 membros), já no caso de outros oficiais, basta a maioria simples.

#### Park Geun-hye
Park Geun-hye, a ex-presidente da Coreia do Sul, foi retirada do cargo oficialmente em 10 de março de 2017.

#### Yoon Suk-yeol
Em 4 de dezembro de 2024 o presidente  Yoon Suk-yeol foi alvo de um processo de impeachment, por ter decretado lei marcial no dia anterior. A votação foi realizada dia 7 de dezembro, no entanto o impeachment foi rejeitado devido ao boicote de legisladores aliados de Yoon.
Uma nova votação foi realizada em 14 de dezembro de 2024. Dessa vez, o impeachment de Yoon foi aprovado, com a aprovação de 204 dos 300 parlamentares sul-coreanos.
A lei marcial foi decretada em um contexto de baixa aprovação do presidente e de trocas de farpas entre o governo e os deputados. A medida pegou a Coreia do Sul de surpresa e expôs a crise política do país, que vem se agravando nos últimos meses.
Yoon alega que defendeu o decreto como uma maneira de proteger a Coreia do Sul de supostos aliados da Coreia do Norte (espiões) que estariam infiltrados no país. A lei, no entanto, sofreu uma série de reações negativas e levou milhares de sul-coreanos às ruas.
O decreto de lei marcial enfraqueceu o presidente, que viu a aprovação baixa despencar ainda mais, na casa de 13%. Membros do governo também renunciaram ao cargo, e deputados da oposição protocolaram um pedido de impeachment contra ele.

#### Han Duck-soo
Após Yoon Suk-yeol ser afastado do cargo, o primeiro-ministro Han Duck-soo assumiu interinamente o cargo de Presidente. Mas apenas 13 dias depois, no dia 27 de dezembro de 2024, Han foi destituído do cargo em um novo processo de impeachment movido pelos parlamentares sul-coreanos. Segundo os legisladores locais, Han cometeu o crime de obstrução da justiça. Isso porque três juízes da Corte Constitucional se aposentaram e o presidente interino se recusou a nomear seus substitutos, necessários para julgar de forma definitiva o impedimento de Yoon.

### Equador
No Equador sofreu impeachment o presidente Abdalá Jaime Bucaram Ortiz, que governou de 10 de agosto de 1996 a 6 de fevereiro de 1997, sendo destituído pelo congresso sob denúncias de corrupção e de problema psiquiátrico.

### Estados Unidos

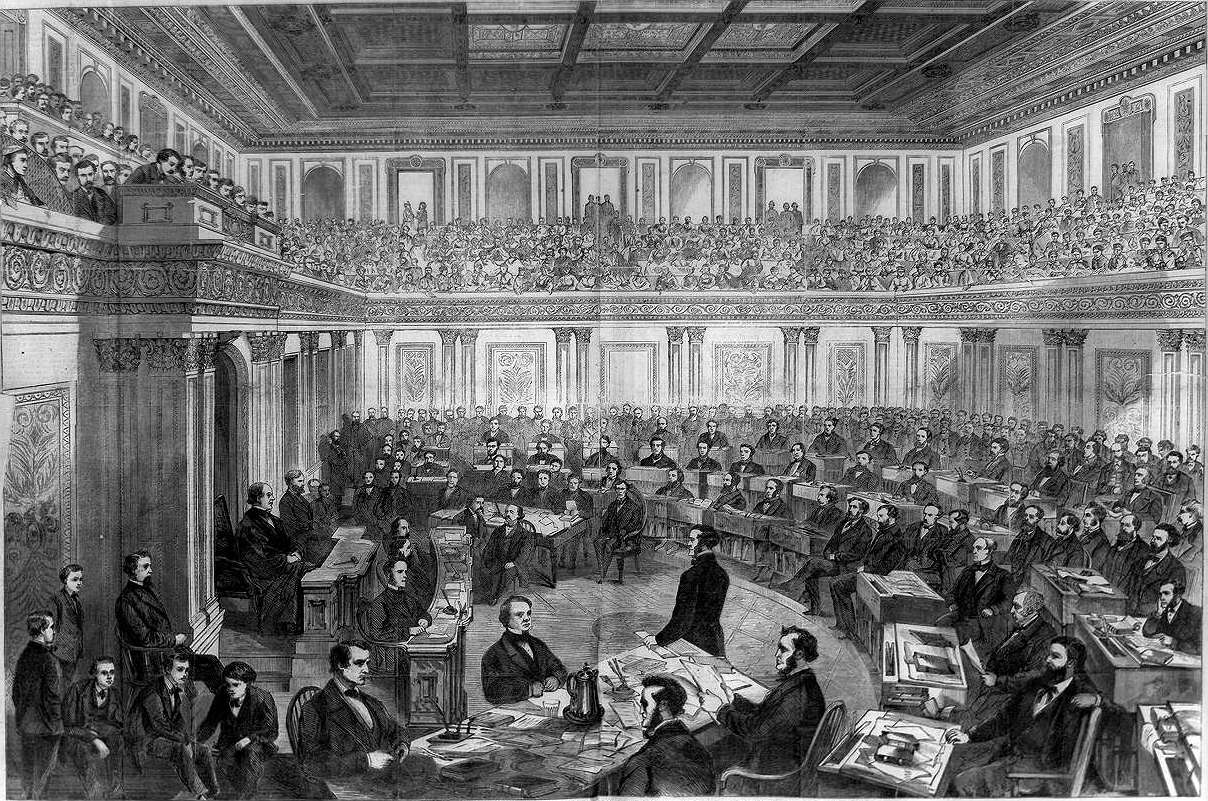
Gravura retratando o julgamento do impeachment de Andrew Johnson no senado

Manifestação em Washington em 1973 a favor do impeachment de Richard Nixon

Segundo a Constituição dos Estados Unidos, o presidente pode ser destituído do cargo por “traição, suborno ou outros crimes e contravenções graves”. Contudo, não há leis específicas detalhando quais seriam esses crimes.

#### Johnson
Andrew Johnson, o 17.º Presidente dos Estados Unidos, foi o primeiro presidente americano a sofrer um processo de impeachment, em 1868, tendo sido acusado de violar a Tenure of Office Act. Johnson foi absolvido por um voto na votação no Senado.

#### Nixon
Em 1974, Richard Nixon, o 37.º presidente do país, renunciou de seu cargo para evitar um impeachment devido a seu envolvimento no escândalo Watergate.

#### Clinton
Em 1998, o 42.º presidente americano, Bill Clinton, se envolveu num escândalo sexual com sua estagiária Monica Lewinsky. Porém a razão de impugnação de mandato não foi o escândalo, mas sim um falso testemunho de Clinton, confirmado por Monica. Apesar das acusações, o processo de impugnação foi arquivado pelo Congresso norte-americano.

#### Trump
Em 2019, foi aberto o primeiro processo de impeachment contra Donald Trump, sob a alegação de que o presidente teria tentado convencer Volodymyr Zelenski, atual presidente da Ucrânia, a investigar o democrata Joe Biden e sua família. Em troca, Washington liberaria uma ajuda a Kiev no valor de US$ 250 milhões, para combater separatistas pró-russos na região leste da Ucrânia.
Em 18 de dezembro de 2019, a Câmara dos Representantes dos Estados Unidos, de maioria democrata, aprovou a abertura do processo de impeachment contra Trump. Duas acusações foram votadas: No artigo I do impeachment, abuso de poder, registaram-se 230 votos a favor (todos democratas) e 197 contra (dois democratas e 195 republicanos). No artigo II, obstrução do congresso, foram 229 votos a favor (todos democratas), 198 contra (três democratas e 195 republicanos) e três abstenções. Em 5 de fevereiro de 2020, no entanto, o Senado dos Estados Unidos, de maioria republicana, rejeitou o pedido de impeachment. Na votação do artigo I, 52 senadores votaram pela absolvição de Trump pelo crime de abuso de poder e 48 pela condenação. E na votação do artigo II, 53 senadores concluíram que Trump não tentou obstruir o Congresso e 47 votaram pela condenação. O senador Mitt Romney foi o único republicano que votou pela condenação de Donald Trump.
Posteriormente Biden foi candidato à presidência dos Estados Unidos nas eleições de 2020, conseguindo derrotar Trump. Contudo, Trump jamais reconheceu a derrota, além de alegar frequentemente que a eleição foi fraudada, embora jamais tenha apresentado nenhuma prova.
O segundo processo de impeachment contra Trump foi apresentado em 11 de janeiro de 2021, a apenas 9 dias do fim de seu mandato. A alegação é de que Trump teria incitado uma insurreição, ao estimular seus apoiadores a invadirem o Capitólio no dia 6 de janeiro, visando tentar impedir que os congressistas certificassem a vitória de Biden nas eleições. Contudo, como o processo de impedimento só seria finalizado algumas semanas ou meses após Trump já ter deixado a Casa Branca, não há consenso entre os juristas se o impeachment nesse caso seria constitucional.
Apenas dois dias depois, em 13 de janeiro, a Câmara dos Representantes, de maioria democrata, aprovou a abertura do processo de impeachment. Foram 231 votos a favor e 197 votos contrários, sendo que 10 membros do partido republicano votaram pelo afastamento de Trump.
Em 13 de fevereiro de 2021 o Senado dos Estados Unidos absolveu Trump mais uma vez. Foram 43 votos contrários à condenação e 57 a favor, menos do que o mínimo necessário (67) para que o impedimento de Trump fosse aprovado. Sete senadores republicanos votaram a favor da condenação do ex-presidente.

### Filipinas
O impeachment nas Filipinas segue procedimentos semelhantes aos dos Estados Unidos. Os parágrafos 2 e 3 do artigo XI da Constituição das Filipinas diz que a Câmara dos Representantes das Filipinas tem o poder exclusivo de iniciar todos os casos de impeachment contra o Presidente, Vice-Presidente, os membros da Suprema Corte, os membros das Comissões Constitucionais (Comissão Eleitoral, Comissão do Serviço Público e da Comissão sobre Auditoria) e o Provedor de Justiça.

### Paraguai
Fernando Lugo, o 52.º Presidente do Paraguai, foi cassado em 22 de junho de 2012.

### Peru
Em 11 de setembro de 2020 foi aberto um processo de impeachment contra o presidente Martín Vizcarra por "incapacidade moral" em função do cargo com acusações de tráfico de influência após gravações de áudios divulgadas por um legislador da oposição com alegações de que as decisões políticas de Vizcarra foram balançados por um cantor obscuro. Mas, porém, foi rejeitada pelo congresso por 78 votos contra 32 a favor e 15 abstenções
Em 9 de Novembro de 2020 foi aberto Novamente um processo de Impeachment contra o presidente Martín Vizcarra por "incapacidade moral" em função do cargo por revelações de que recebeu supostos pagamentos ilícitos de empresas de construção quando era governador da província de Moquegua e posteriormente como Ministro dos transportes e comunicações durante o governo de seu antecessor Pedro Pablo Kuczynski sendo desta vez destituído pelo congresso por 105 votos a favor, 19 contra e 4 abstenções.

### Venezuela
Em 1993 o presidente Carlos Andrés Pérez teve o seu mandato cassado pelo congresso por corrupção e má administração pública